# Beriáin
Beriáin település Spanyolországban, Navarra autonóm közösségben. Beriáin Galar, Tiebas-Muruarte de Reta és Valle de Elorz / Elortzibar községekkel határos. Lakosainak száma 4197 fő (2024).

## Népesség
A település népessége az elmúlt években az alábbi módon változott:
| Lakosok száma | 2707 | 3042 | 3308 | 3651 | 3856 | 3874 | 3894 | 4069 | 4100 | 4197 |
|               | 2001 | 2004 | 2007 | 2009 | 2012 | 2014 | 2017 | 2019 | 2022 | 2024 |